# 나카히로카와촌
나카히로카와촌(中広川村)은 일본 후쿠오카현 야메군에 설치되었던 촌이다. 현재의 히로카와정의 일부에 해당한다.